# Rhodostrophia rufilinea
Rhodostrophia rufilinea là một loài bướm đêm trong họ Geometridae.